# FreeAdvice
FreeAdvice是总部位于美国加利福尼亚州索萨利托的免费法律信息网站，隶属于Advice公司（Advice Company），由格里·戈德斯霍勒（Gerry Goldsholle）律师于1997年创立。该网站域名FreeAdvice.com注册于1996年3月26日。
FreeAdvice.com获得过诸多奖项奖项，包括2000年被《福布斯》评选为“最佳网络”，2004年被《个人电脑杂志》（ PC Magazine）评为“50个最佳网站之一”以及“1000个最佳网站中的100个特色网站之一”，被《埃克森斯杂志》（Access Magazine）评为2009年度法律网站，2001年被《纽约时报》、1999年被《华尔街日报》、1998年被《华盛顿邮报》的法律网站评论所认可。